# رام کردن زن سرکش (فیلم ۱۹۰۸)
رام کردن زن سرکش (انگلیسی: The Taming of the Shrew) فیلمی به کارگردانی دی. دبلیو. گریفیث است که در سال ۱۹۰۸ منتشر شد.

## بازیگران
- فلورنس لورنس
- آرتور وی جانسون
- لیندا آرویدسون
- چارلز آوری
- جورج گبهارت
- جینی مک‌فرسون
- مک سنت
- ویلفرد لوکاس
- ویلیام جی. باتلر